# Bicking
Bicking ist ein bewohnter Gemeindeteil der amtsfreien Stadt Herzberg (Elster) im Landkreis Elbe-Elster in Brandenburg.

## Geografie
Der Ort liegt vier Kilometer westlich von Herzberg (Elster). Die Nachbarorte sind Frauenhorst und Grochwitz im Nordosten, Herzberg (Elster) im Osten, Gräfendorf im Südosten, Fermerswalde im Süden, Buckau und Rahnisdorf im Südwesten sowie Mahdel im Nordwesten.